# Johann Georg Fincke
Johann Georg Fincke, auch Fink, Finke (* um 1680; ⚰ 26. Mai 1749 in Saalfeld) war ein deutscher Orgelbauer.

## Leben
Es ist unklar, ob Finckes Vater Christian Fincke bereits Orgelbauer war. Möglich ist, dass Johann Georg Fincke mit Georg Christoph Stertzing an der Orgel der Stadtkirche in Jena arbeitete. 
Er ließ sich zunächst in Jena nieder. 1709 zog er zum Bau der Orgel in der dortigen Stadtkirche nach Saalfeld. Diese Orgel wurde von Johann Nikolaus Bach abgenommen. 1719 erhielt Fincke ein Privileg.
Ab 1720 war Johann Georg Fincke verstärkt in Gera tätig. Da er dort die Bürgerrechte erwarb, kann von einem Umzug der Werkstatt ausgegangen werden. Seine in der dortigen Johanniskirche errichtete Orgel prüfte Johann Sebastian Bach. Er erstellte ein positives Gutachten über dieses mit zahlreichen technischen und klanglichen Besonderheiten ausgestattete Instrument.
1726 wurde Fincke in Neustadt an der Orla ansässig. Dort hatte er ebenfalls den Auftrag für einen großen Orgelneubau erhalten. Allerdings scheint sein Aufenthalt in Neustadt nur vorübergehend gewesen zu sein. Später ist er wieder in Saalfeld zu finden.
Finckes Sohn Johann Georg übernahm die Werkstatt nach dem Tod seines Vaters.

## Werke
| Jahr      | Ort                       | Kirche                       | Bild | Manuale | Register | Bemerkungen |
| --------- | ------------------------- | ---------------------------- | ---- | ------- | -------- | --- |
| 1700–1701 | Buttstädt                 | St. Michaelis                |      | II/P    | 24       | Fertigstellung der von Peter Herold begonnenen Orgel; mehrfach umgebaut erhalten                                                                         |
| 1703      | Apolda                    | Martinskirche                |      | II/P    | 25       | Fertigstellung der Orgel von 1698 (Peter Herold?), Gehäuse weitgehend erhalten                                                                           |
| 1703      | Oberweimar                | St. Peter und Paul           |      | I/P     | 12       | 1869 durch Initiative von Franz Liszt auf II/P/19 erweitert; erhalten                                                                                    |
| 1707      | Camburg                   | St. Trinitatis               |      | II/P    | 20       | |
| 1707      | Vierzehnheiligen (Jena)   | Zu den vierzehn Nothelfern   |      |         |          | Erhalten |
| 1708      | Gumperda                  | St. Peter und Paul           |      | I       |          | |
| 1709–1714 | Saalfeld                  | Johanneskirche               |      | III/P   | 30       | Prospekt erhalten |
| 1713      | Schwarzburg               | Schlosskirche                |      | II/P    | 17       | abgebrochen |
| 1715      | Gera                      | Johanniskirche               |      |         |          | |
| 1715      | (unbekannt)               |                              |      | I/P     | 7        | zugeschrieben, erbaut für einen unbekannten Ort, 1839 durch J. M. Georgi nach Reitzengeschwenda umgesetzt und leicht umdisponiert (Bild u. Link) → Orgel |
| 1716      | Altenbeuthen              | Dorfkirche                   |      | I/P     | 8        | leicht verändert erhalten, 2016 restauriert → Orgel |
| 1716      | Langenorla                | St. Blasius                  |      | I/P     | 9        | restauriert 2021/2022 → Orgel |
| 1718      | Hoheneiche                |                              |      |         |          | |
| 1720      | Gera                      | Salvatorkirche               |      |         |          | |
| 1722–1724 | Gera                      | Johanniskirche               |      | III/P   | 42       | |
|           | Gera                      | Johanniskirche, kleine Orgel |      |         |          | |
|           | Gera                      | Waisenhaus                   |      |         |          | |
| 1726      | Neustadt an der Orla      | Stadtkirche St. Johannis     |      | II/P    | 24       | 1936 völlig umgebaut, 1992/1993 rekonstruiert von der Werkstatt Alexander Schuke Potsdam Orgelbau.                                                       |
| 1729      | Gräfenthal                | St. Marien                   |      | II/P    | 27       | später umgebaut |
| 1730      | Großneundorf              | Evangelische Kirche          |      | II/P    | 15       | Erhalten |
|           | Wallendorf                | Elisabeth-Kirche             |      |         |          | |
| 1745      | Kopitzsch                 | Dorfkirche                   |      | II/P    | 13       | Umbauten 1868, 1886 Gebr. Poppe, 1953 Schmeisser. 2011 Restaurierung                                                                                     |
| 1748      | Lehesten                  |                              |      |         |          | |
| ab 1749   | Schmiedefeld am Rennsteig | Erlöserkirche                |      |         |          | Vollendet durch Wolfgang Heinrich Daum aus Coburg |
| 1753      | Schmieritz                | Dorfkirche                   |      | I/P     | 10       | 2012 restauriert → Orgel |